# Urandi
Urandi is een gemeente in de Braziliaanse deelstaat Bahia. De gemeente telt 16.289 inwoners (schatting 2009).

## Aangrenzende gemeenten
De gemeente grenst aan Jacaraci, Licínio de Almeida, Pindaí, Sebastião Laranjeiras en Espinosa (MG).